# Manganotiquita
La manganotiquita és un mineral de la classe dels carbonats que pertany al grup de la northupita. Mitjançant el prefix "mangano-" el seu nom fa al·lusió a la dominància de manganès en la seva composició en relació amb la tiquita.

## Característiques
La manganotiquita és un carbonat de fórmula química Na₆Mn₂(CO₃)₄(SO₄). Cristal·litza en el sistema cúbic en forma de grans irregulars, de fins a 1 cm, i en agregats massius. La seva duresa a l'escala de Mohs és 4.
Segons la classificació de Nickel-Strunz, la manganotiquita pertany a «05.BF - Carbonats amb anions addicionals, sense H₂O, amb (Cl), SO₄, PO₄, TeO₃» juntament amb els següents minerals: ferrotiquita, northupita, tiquita, bonshtedtita, bradleyita, crawfordita, sidorenkita, daqingshanita-(Ce), reederita-(Y), mineevita-(Y), brianyoungita, filolitita, leadhil·lita, macphersonita i susannita.

## Formació i jaciments
La manganotiquita és un mineral rar que va ser descobert al mont Al·luaiv, al massís de Lovozero situat a la Península de Kola (óblast de Múrmansk, Rússia) en filons de pegmatita en un massís alcalí diferenciat. L'únic altre indret on ha estat trobada és la pedrera Poudrette, al Mont Saint-Hilaire, a Montérégie (Quebec, Canadà).
Ha estat trobada associada als següents minerals: shortita, pirssonita, sidorenkita, kogarkoïta, (Mont Alluaiv); trona, shortita, petersenita-(Ce), reederita-(Y), catapleiïta i analcima (pedrera Poudrette).